# 吳克孝
吳克孝（？—？），字人撫，號魯岡，蘇州府太仓州人，明末官員。崇禎十年進士。

## 生平
崇祯三年（1630年）庚午科應天鄉試第十三名舉人，崇祯十年（1637年）丁丑科會試第二百五十二名，廷試二甲三十八進士。礼部观政，十二年授刑部浙江司主事，十三年广东恤刑，本年升雲南司员外郎，十六年升山西佥事，保定道，十七年改浙江嘉湖道佥事。
順治十三年（1656年）太倉知州白登明舉乡饮大宾，禮遇邑中的耆碩七人，与顾燕诒、吴伟业父亲約斋公吴琨、王時敏、曹有武、凌必正、黄翼圣合称「婁東七老」。

## 家族
曾祖吴翫，祖吴勲，父吴鑛，庠生。与吴伟业、吴继善同族，青年時曾在一起读书，三人是同科举人。